# Liste der Monuments historiques in Lacanau
Die Liste der Monuments historiques in Lacanau führt die Monuments historiques in der französischen Gemeinde Lacanau auf.

## Liste der Objekte
| Bezeichnung                                 | Beschreibung                                            | Standort                        | Kennzeichnung | Schutzstatus | Datum | Bild |
| ------------------------------------------- | ------------------------------------------------------- | ------------------------------- | ------------- | ------------ | ----- | ---- |
| Skulpturengruppe Pietà                      | Stein, 16. Jahrhundert                                  | in der Kirche St-Vincent (Lage) | PM33000553    | Classé       | 1908  |      |
| Skulptur des heiligen Valère                | Holz, vergoldet, Ende des 17. Jahrhunderts              | in der Kirche St-Vincent (Lage) | PM33001517    | Inscrit      | 1981  |      |
| Skulptur des heiligen Vincent               | Holz, vergoldet, Ende des 17. Jahrhunderts              | in der Kirche St-Vincent (Lage) | PM33001516    | Inscrit      | 1981  |      |
| Skulptur Madonna mit Kind                   | Holz, vergoldet, 18. Jahrhundert                        | in der Kirche St-Vincent (Lage) | PM33001515    | Inscrit      | 1981  |      |
| Ölgemälde Ein Priester kniend vor dem Kreuz | 18. Jahrhundert                                         | in der Kirche St-Vincent (Lage) | PM33001521    | Inscrit      | 1981  |      |
| Ölgemälde Heiliger Ludwig                   |                                                         | in der Kirche St-Vincent (Lage) | PM33001520    | Inscrit      | 1981  |      |
| Skulptur des heiligen Jakobus               | Stein, polychrom gefasst und vergoldet, 17. Jahrhundert | in der Kirche St-Vincent (Lage) | PM33000554    | Classé       | 1908  |      |
| Gemälde Geburt Mariens                      | Signatur: Dubuisson 1781                                | in der Kirche St-Vincent (Lage) | PM33001519    | Inscrit      | 1981  |      |
| Skulptur Christus am Kreuz (Bildmitte)      | Holz, 18. Jahrhundert                                   | in der Kirche St-Vincent (Lage) | PM33001518    | Inscrit      | 1981  |      |